# Comaldessus
Comaldessus là một chi bọ cánh cứng trong họ Dytiscidae.
Chi này được Spangler & Barr miêu tả khoa học năm 1995.

## Các loài
Chi này gồm các loài:
- Comaldessus stygius Spangler & Barr, 1995